# Colonia (Alemania)
Colonia (en alemán: Köln [kœln]ⓘ; en kölsch: Kölle [ˈkœɫə]ⓘ) es una ciudad del oeste de Alemania. Con alrededor de 1,1 millones de habitantes, es la cuarta ciudad más poblada del país –después de Berlín, Hamburgo y Múnich–, y la más poblada de la macrorregión metropolitana del Rin-Ruhr y del Estado federado de Renania del Norte-Westfalia, cuya capital, sin embargo, es Düsseldorf.
La ciudad a orillas del Rin forma parte del distrito administrativo de Colonia, cuya autoridad administrativa, el gobierno del distrito de Colonia, tiene su sede aquí. La región Colonia/Bonn es el centro del área metropolitana entre la bahía de Colonia y el Condado del Monte con unos cuatro millones de habitantes y, al mismo tiempo, el centro de población de la región metropolitana de Renania con alrededor de nueve millones de habitantes.
La ciudad es uno de los destinos turísticos más destacados de Europa, principalmente por la importante Catedral de Colonia y sus iglesias románicas, así como otros monumentos medievales, una historia de la ciudad de más de 2000 años, eventos importantes y su herencia cultural y culinaria.
La metrópoli de hoy —antigua ciudad imperial— fue fundada en la época romana con el nombre de Oppidum Ubiorum y fue elevada a la categoría de ciudad en el año 50 como Colonia Claudia Ara Agrippinensium. El nombre significa colonia claudiana y lugar de sacrificio de los Agrippinenser. La ubicación favorable en el Rin con el cruce de importantes rutas comerciales de oeste a este y la sede del poder secular y especialmente eclesiástico contribuyó a la importancia suprarregional de Colonia en el Sacro Imperio Romano Germánico. Hoy la ciudad es la sede de la Arquidiócesis de Colonia, la diócesis católica más grande de Alemania y fue la sede del Electorado de Colonia hasta 1803.
Como ciudad hanseática, Colonia fue un lugar comercial importante con su ubicación central de transporte. Como metrópolis comercial y cultural, Colonia tiene una importancia internacional. La ciudad es un centro destacado de las industrias química y automotriz y alberga, en parte junto con algunos de sus suburbios, las oficinas centrales y los sitios de producción de marcas automotrices como Ford y Toyota, así como grupos químicos como Lanxess. Como bastión del carnaval es también la sede de muchas asociaciones públicas y clubes deportivos profesionales. Numerosas estaciones de radio y televisión como RTL y Westdeutscher Rundfunk, así como estudios de cine, productores de música, editoriales y otras empresas de medios tienen su sede aquí. Colonia también se considera uno de los principales centros del comercio mundial de arte.
La ciudad es también sede de congresos y ferias comerciales: la feria de tecnología fotográfica photokina, la feria de fitness y salud FIBO, la feria de confitería y la feria de videojuegos Gamescom, y Art Cologne que es la feria de arte más antigua del mundo.
Colonia es el lugar de educación e investigación más grande del oeste de Alemania. La Universidad de Colonia se encuentra aquí con alrededor de 51 000 estudiantes, la Escuela Técnica Superior de Colonia (alrededor de 27 000 estudiantes) y otras universidades.
La importancia de Colonia como centro de transporte se demuestra con la extensa red ferroviaria de pasajeros de larga distancia con tres estaciones de tren de larga distancia y la estación Köln Eifeltor de manejo de contenedores. La infraestructura se complementa con cuatro puertos interiores y el aeropuerto de Colonia/Bonn.

## Toponimia
El nombre de la ciudad en principio fue Oppidum Ubiorum («Ciudad de los Ubios»). La mujer del emperador Claudio, la emperatriz Agripina, nació en el Rin, probablemente en esta ciudad. Debido a esto el emperador cambió el nombre de la ciudad a Colonia Claudia Ara Agrippinensium en su honor y le concedió el título de ciudad el 8 de julio del año 50 d. C. En aquellos tiempos la ciudad pertenecía a la provincia de la Germania inferior.
Con el tiempo el nombre de Colonia se transformó en Köln en el idioma alemán durante la Edad Media, aunque su nombre original latino se conserva en las lenguas romances, como el castellano y el italiano.

## Historia

### Edad Antigua
Una tribu germánica conocida como los eburones habitaron originalmente el territorio donde actualmente se levanta Colonia, pero fueron aniquilados en una guerra de represalia emprendida por Julio César. En 38 a. C., la tribu germánica conocida como los ubios (Ubii), que estaba establecida en la orilla derecha del Rin, fue reasentada por el general romano Marco Vipsanio Agripa en las tierras cercanas a Colonia que habían quedado desocupadas de los eburones. Esto llevó a los ubios dentro del territorio ocupado por los romanos.
Los ubios eligieron como enclave central una isla existente en el Rin. Esta isla era una elevación natural que ellos protegieron contra las inundaciones. El asentamiento debía ubicarse aproximadamente en un área entre los barrios de Heumarkt y Alter Markt de la ciudad vieja de Colonia. El asentamiento puede ser datado por hallazgos arqueológicos en la primera mitad del siglo I. El nombre supuesto del asentamiento era probablemente Oppidum Ubiorum ('establecimiento de los ubios'). La época romana de la historia de la ciudad de Colonia comienza a partir de este oppidum.
Durante el gobierno del emperador Augusto (30 a. C. al 14), se construyó dentro de la ciudad el Ara Ubiorum ('Altar de los ubios'), que fue posiblemente previsto como lugar central de culto para una provincia germánica mayor, que comprendería las tierras a través del Rin, que permanecían sin conquistar en ese momento. El noble Segimundo es mencionado como el sacerdote del Ara en el año 9. Pertenecía a la familia de Arminio, líder de los queruscos. Después de la derrota de Publio Quintilio Varo el mismo año, en la batalla del bosque de Teutoburgo, los planes para una provincia germana mayor fueron dejados a un lado. Sin embargo, el altar en sí conservó algo de su importancia y la ciudad se menciona como Ara Ubiorum en muchas inscripciones.
Entre el año 9 y el 30, el área de la actual ciudad de Colonia fue principalmente una guarnición militar. La Legio I Germanica y la Legio XX Valeria Victrix estaban estacionadas cerca. El lugar inicial del castrum romano fue conocido como Apud Aram Ubiorum ('Donde el altar de los ubios').
El cuartel general de Germánico se localizó en Colonia desde el 13 al 17, cuando fue llamado por Tiberio. Después de la batalla del bosque de Teutoburgo, Germánico se había esforzado en estabilizar esta región fronteriza y llevar a cabo nuevas ofensivas contra las tribus germanas situadas en la orilla derecha del Rin. Con la muerte de Augusto en el año 14, las legiones estacionadas en Colonia se amotinaron con el objetivo de establecer a Germánico como emperador. Estas legiones probablemente se unieron con las de Xanten estacionadas en su guarnición de verano en Castrum Novasium. Germánico, sin embargo, permaneció leal a Tiberio, que era el heredero al trono, disuadió a las legiones de declararlo emperador y al mismo tiempo aplacó a los amotinados con generosas concesiones.
Hasta esta ciudad llegaba el acueducto de Eifel, uno de los más grandes del Imperio.

### Edad Media

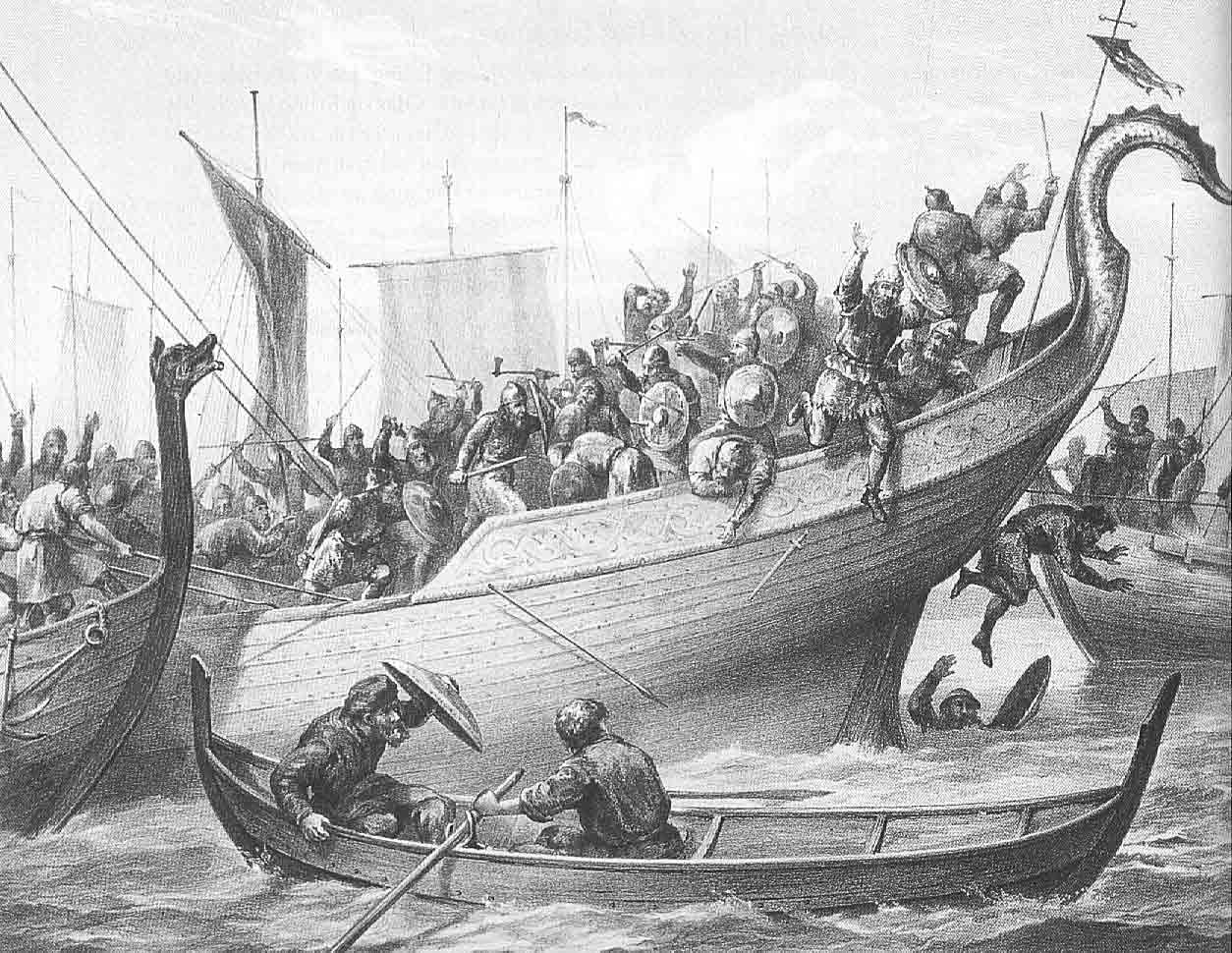
Vikingos en sus embarcaciones (drakkar). En estas embarcaciones surcaba este pueblo el mar y se adentraba en los ríos de Europa devastando y saqueando todo a su paso. Adentrándose por el Rin atacaron más de una docena de ciudades y varios monasterios en Renania a finales del.

Ya por la Alta Edad Media era Colonia una ciudad de bastante importancia en Centroeuropa. En 455 los francos la conquistaron. A comienzos del siglo VI Colonia era la capital de una de las regiones que conformaban el reino franco en los tiempos de Clodoveo I que logró mantener una gran autonomía en la zona de los francos ripuarios. Los habitantes latinos convivieron mucho tiempo junto a los francos en la ciudad conquistada. A lo largo del siglo VI al VIII se produjo una gran aculturización entre ambas partes. La mezcla entre los dialectos francos y latinos ha quedado patente. Los francos rápidamente adoptaron los avances de los romanos, por ejemplo, en el campo de la construcción o la vidriería. No en vano, en los tiempos de los merovingios, Colonia se convirtió en ciudad de residencia. Más tarde, en tiempos del Imperio carolingio, el obispo o arzobispo de Colonia era una de las personas más influyentes del reino.
En 862 la ciudad fue saqueada por los vikingos por primera vez, que llegaron en sus característicos drakkars a través del Rin, devastando y saqueando todo a su paso. Se asentaron permanentemente cerca de los poblados de Waal y Lek y se produjeron algunos intercambios comerciales entre los normandos y los locales. En el invierno del 881 volvieron las hostilidades. Los vikingos devastaron y saquearon muchas poblaciones y ciudades de la zona. A finales de diciembre se apostaron tres de sus barcos ante Colonia bloqueando el flujo comercial y cobraban peaje a todo aquel barco que quisiera cruzar y evitar el bloqueo. En enero del 882, tras una larga negociación, la ciudad pagó un alto Danegeld en plata a los normandos para que se fueran y respetaran Colonia. Entonces los vikingos avanzaron río arriba y saquearon Bonn, Andernach y Tréveris.
A la vuelta o durante su campaña del verano del 882 exigieron de nuevo los normandos un tributo, que esta vez los ciudadanos de Colonia no pudieron proporcionar por falta de fondos. Por ello los vikingos la saquearon. Tras la experiencia, los ciudadanos decidieron reforzar las antiguas murallas de la época romana, que al siguiente año, a la vuelta de los vikingos, demostrarían su gran utilidad. Esto evitó que Colonia fuera devastada por el fuego como las recién reconstruidas Bonn y Andernach, que no corrieron la misma suerte.
Bajo la dinastía sajona Colonia jugó un importante papel en el acercamiento entre el recién formado Sacro Imperio Romano Germánico con el Imperio bizantino, ya que la emperatriz Teophanu, de origen griego y esposa de Otto II, residió en esta ciudad como regente. A partir del siglo X se fundaron multitud de iglesias románicas en la ciudad. Posteriormente Colonia por la influencia política que tenía el arzobispado, conseguía convertirse en un centro religioso de cada vez más importancia. El arzobispo fue elector del reino a mediados del siglo X, surgiendo la arquidiócesis y el electorado de Colonia. El traslado de las reliquias de los Reyes Magos de Milán a Colonia por el arzobispo Reinaldo de Dassel en 1164 hizo de la ciudad un importante destino para el peregrinaje cristiano en Europa.
Colonia tenía en plena Edad Media alrededor de 40 000 habitantes la ciudad más grande de todos los territorios de habla alemana, por lo que se debieron de ampliar sus fortificaciones. Por el año 1180 fueron construidas largas murallas con 12 puertas, 52 torres de defensa, 22 fuertes y pequeñas torres defensivas en la muralla del Rin y que por el año 1250 serían finalizadas las obras. La muralla era tan imponente como la muralla del rey Felipe II de Francia en París con 7,5 km de diámetro. La muralla constaba de doce puertas, siete de ellas eran imponentes puertas de doble torre (como la de torre de Eigelstein o la de Hahnen), tres enormes puertas de una sola torre (como la de Severin) y dos pequeñas torres dobles (como en Ulrepforte).
Desde el siglo XII, se conoció a Colonia, junto con Jerusalén, Constantinopla y Roma, como ciudad santa en su nombre: Sancta Colonia Dei Gratia Romanae Ecclesiae Fidelis Filia. En el dialecto local Kölsch se la conoció como Dat Hillige Coellen (la sagrada Colonia) o la hillige Stat van Coellen (sagrada ciudad de Colonia) durante esta época. Incluso hoy en día a veces se suele referir a ella en dialecto como «et hillije Kölle». Durante este periodo fue cuando se decidió construir un gran templo, para dar cabida a las reliquias de la ciudad. En 1248 darían comienzo las obras de la catedral de Colonia.
El 7 de mayo de 1259 se le otorgó a Colonia el derecho de emporio, por el cual sus ciudadanos obtuvieron el derecho de poder comprar las mercancías que transitaban por la ciudad, lo que contribuyó a la prosperidad de esta. La larga lucha entre el arzobispado y los patricios terminó en 1288 con la batalla de Worringen, en la cual se enfrentaron el ejército del Arzobispo Siegfried von Westerburg contra el ejército del conde Adolf V de Berg y los ciudadanos de Colonia. Como resultado, la ciudad ya no pertenecía al Arzobispado, y el arzobispo solo podía entrar a esta para los actos religiosos. El estatus de Ciudad Libre Imperial duró, sin embargo, hasta 1475. Las diferencias entre los patricios del consejo y los que estaban fuera de este desencadenaría una sangrienta rebelión del gremio textil el 20 de noviembre de 1371.
En 1396 el dominio patricio de la ciudad acabó mediante una revolución pacífica. Fue sustituido por un gobierno corporativo basado en la organización de los Gaffeln (asociaciones de ciudadanos). Esto fue debido a una crisis interna en el patriciado colonés. El partido de los Greifen fue apartado del patriciado por el partido de los amigos de Konstantin von Lyskirchen y muchos de los miembros de los Greifen serían encarcelados de por vida. El 18 de junio Von Lyskirchen trató de restaurar el viejo gobierno patricio. Muchos artesanos y comerciantes protestaron a lo que él hizo oídos sordos. Tras esto, los gremios sorprendieron al partido de los amigos en una de sus reuniones, los apresaron y liberaron a los Greifen. El 24 de junio se formó un consejo de 48 miembros formado por comerciantes, propietarios y artesanos. El secretario de la ciudad Gerlach von Hauwe redactó una constitución, que fue firmada por los 22 Gaffeln y puesta en vigor el 14 de septiembre. Cada uno de los Gaffeln daba cabida a patricios, diversos cargos públicos, miembros del gremio, etc. al mismo tiempo. Cada colonés debía unirse a un Gaffel. La constitución de la ciudad estableció un consejo de 49 miembros, de los cuales 36 serían nombrados provenientes de los Gaffeln y 13 de fuera. Esta constitución permanecería vigente hasta que Colonia dejó de ser una Ciudad Libre Imperial en 1794.

### Edad Moderna

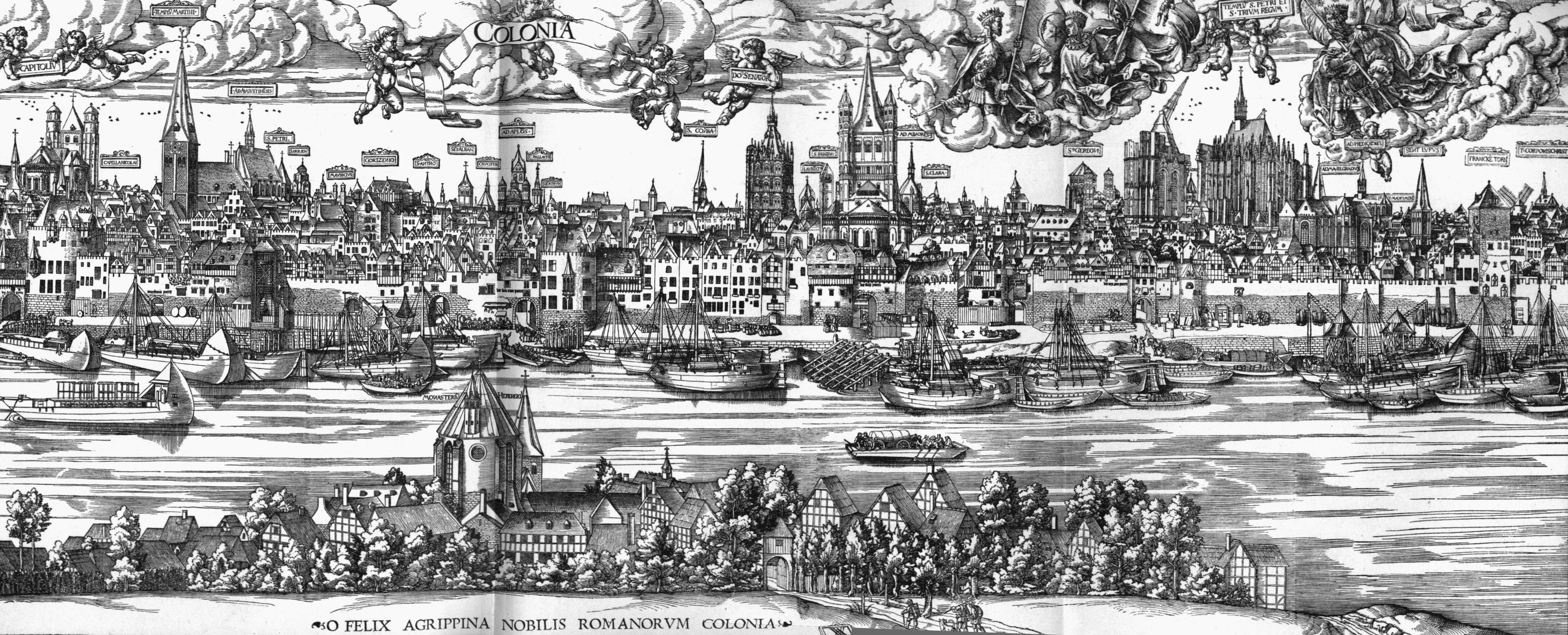
Representación de Colonia de 1531.

A partir de 1500 Colonia formaba parte de la recién creada circunscripción de Baja Renania-Westfalia, sin embargo las tierras del Electorado de Colonia se incluyeron en 1512 en la nueva circunscripción imperial del electorado del Rin. En 1582 renuncia el Arzobispo de Colonia Gebhard Truchsess von Waldburg a la fe católica, proclama la libertad de credo a protestantes en su dominio y se casaría más tarde con la protestante Damestift Agnes von Mansfeld. Con esto él incumplía una cláusula de la Paz de Augsburgo de 1555 llamada «reserva espiritual» (una excepción del principio de Cuius regio, eius religio por el cual la religión del príncipe u obispo de un electorado debía ser la religión del resto de la población). Esto provocó que el Papa Gregorio XIII le excomulgara y que fuera sucedido por Ernesto de Baviera. Esto desembocó en la conocida como guerra de Colonia que duró desde 1583 hasta 1588, en la que Deutz, Bonn y Neuss fueron arrasadas. La guerra fue un anticipo a las guerras de religión que se darían más tarde en el Sacro Imperio Romano Germánico.
De la guerra de los Treinta Años salió la ciudad intacta. Esto se debió a que Colonia sobornó puntualmente a las tropas asediantes para que dejaran tranquila a la ciudad. Debido a la producción de armas, la ciudad se enriqueció considerablemente. Colonia se convirtió en la base desde donde los católicos trataron de recuperar el territorio perdido contra Suecia y los protestantes. Además que ciudadanos ricos de la ciudad concedieron créditos a las fuerzas católicas, como propugnaba el Vaticano.
Excepto Deutz, los municipios al margen derecha del Rin del actual área metropolitana de Colonia pertenecieron al Ducado de Berg hasta 1802. El área que permanecía dentro del «Bishofswegs» —en castellano: «Camino del obispo», era lo que delimitaba la frontera entre Colonia y los territorios del Arzobispado— correspondía aproximadamente a los cuatro distritos de hoy de Alstadt y Neustadt, lo que conformaba la Ciudad Libre Imperial de Colonia. El resto de barrios eran parte del Arzobispado de Colonia.

### Edad Contemporánea

#### Bajo dominio francés

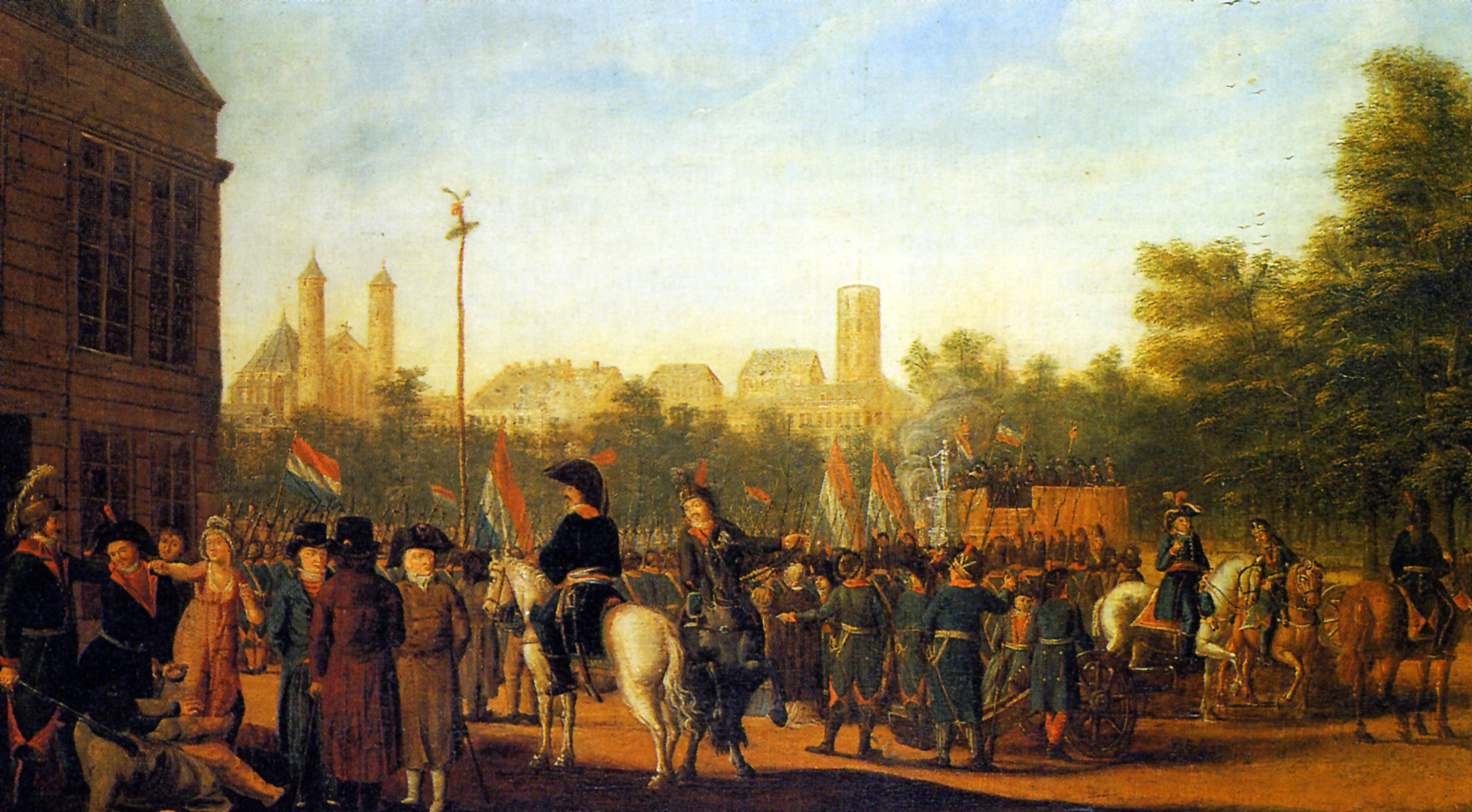
El árbol de la libertad en Neumarkt.

Con la llegada de las tropas francesas el 6 de octubre de 1794 durante las Guerras Napoleónicas llegó el fin de Colonia como Ciudad Imperial Libre. La ciudad, que había tratado de permanecer neutral fue entregada sin luchar al comandante del ala izquierda del ejército del Rin, Jean Étienne Championnet. Como toda la margen izquierda del Rin, la ciudad se convirtió en parte de la Primera República Francesa y en 1798 pasó a formar parte del departamento del Roer en la que su capital no fue Colonia, sino Aquisgrán. Colonia se la ubicó en una «subprefectura» llamada en francés: Arrondissement de Cologne. Muchos ciudadanos de Colonia dieron la bienvenida a las tropas revolucionarias francesas como libertadores, incluso en Neumarkt se plantó un árbol de la libertad. La discriminación a judíos y protestantes fueron eliminadas. A pesar del alto coste de las contribuciones fiscales para financiar la Grande Armée, los ciudadanos permanecieron fieles a Napoleón. Durante la visita de este a la ciudad el 13 de septiembre de 1804, recibió una gran ovación de los coloneses. En 1812 a la ciudad le fue otorgado el título de Bonne ville de l'Empire français.

#### Bajo dominio prusiano

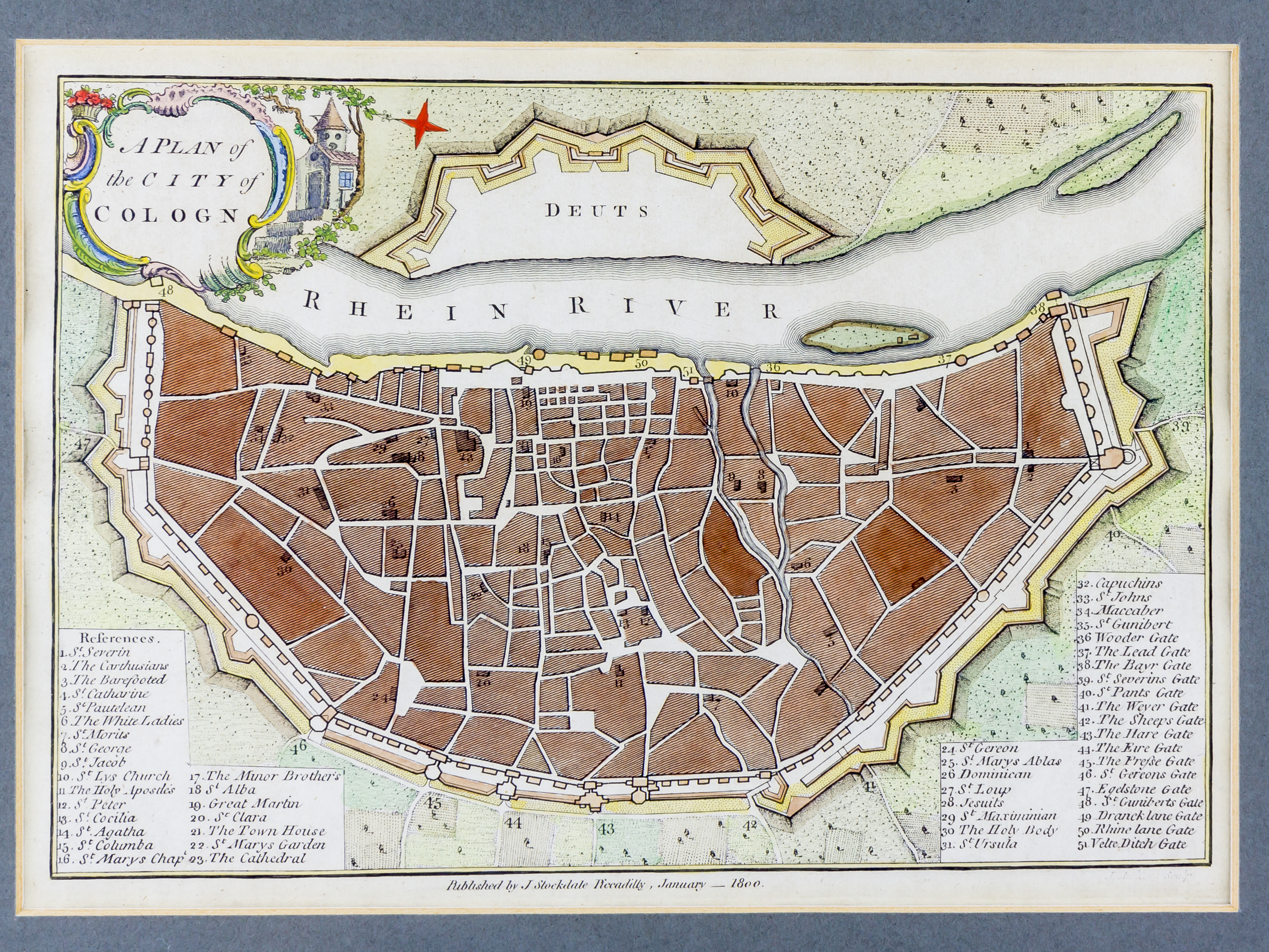
Plano de 1800 que muestra las murallas aún intactas y señala en la leyenda las 16 puertas de la ciudad.

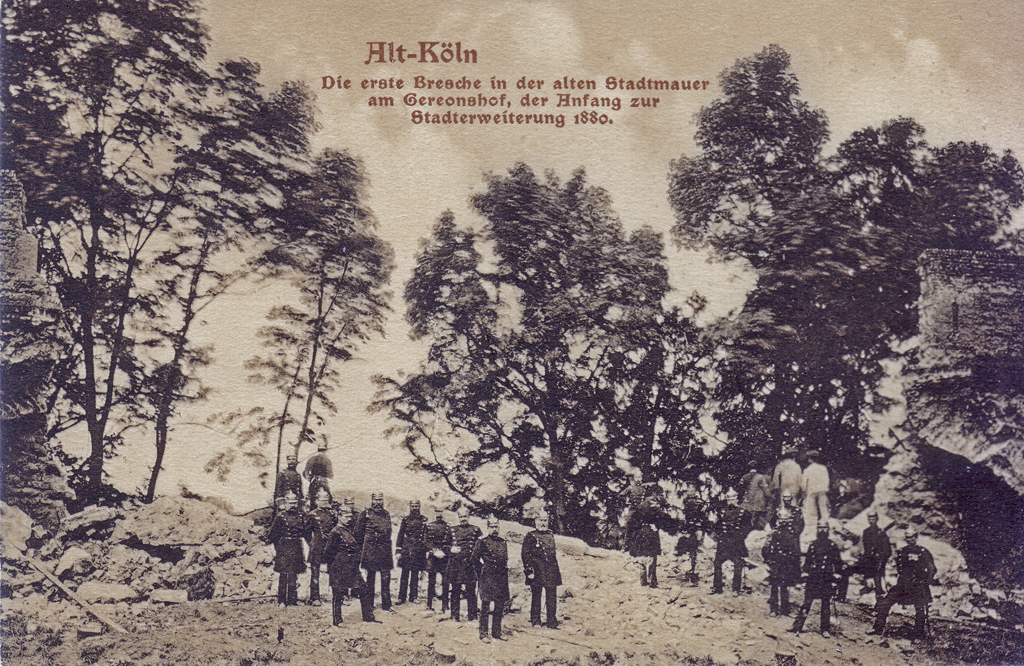
Primera brecha en la muralla de Colonia en los planes de ampliación de la ciudad en 1880.

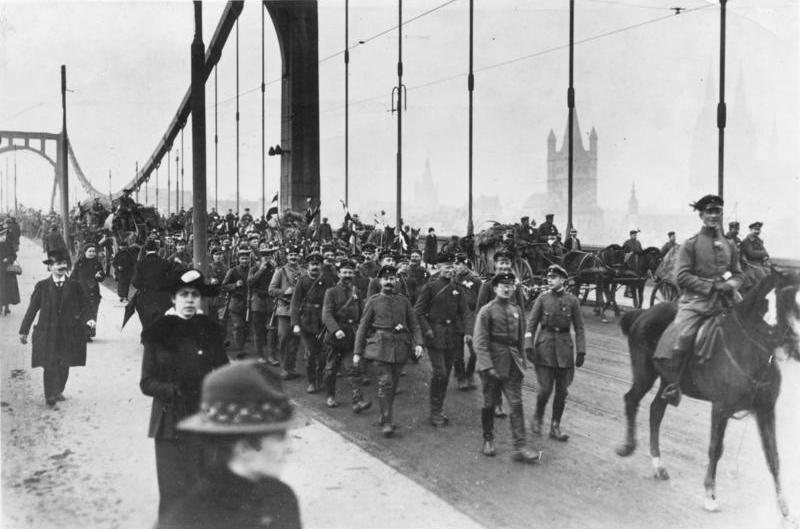
Tropas alemanas cruzando el Río Rin en Colonia durante la Primera Guerra Mundial.

En 1815 tras el Congreso de Viena se adhirió a la Confederación Germánica bajo el control de Prusia, que favoreció a otras ciudades de la zona, sobre todo Düsseldorf, en detrimento de Colonia.
Con la adhesión a Prusia se fue cuajando cada vez más un sentimiento nacionalista. Las leyes liberales francesas, como el código civil, se mantuvieron aún vigentes. El nombre de la ciudad pronto se volvió rápidamente a germanizar. El ministro de interior prusiano determinó en 1900 mediante un edicto, por el cual el rey y el Káiser alemán Guillermo II, que desde ese momento debía de llamarse a la ciudad solo con C, es decir, Cöln, algo que los periódicos liberales no acataron. Al final del Imperio alemán en 1918 el entonces alcalde de la ciudad, Konrad Adenauer, transmitió una nota de prensa el 1 de febrero de 1919:

El nombre de la ciudad será, en el ámbito de la administración, escrito a partir de ahora de nuevo con K.

Colonia sería la ciudad más importante de Prusia, detrás de Berlín debido a los compromisos comerciales de los bancos de Colonia como en las décadas siguientes. En 1880 fue terminada por fin la Catedral de Colonia tras 632 años por deseo del rey de Prusia y káiser de Alemania, al menos buena parte de ese tiempo fue para hacer trabajos de restauración que fueron necesarios después de tantos años de deterioro, algo similar a hoy en día por los desperfectos que causaron las bombas en la Segunda Guerra Mundial y los estragos del clima. Antes de terminadas las obras de la Catedral, llamaban a las obras la «obra eterna». Como dijo Heinrich Heine ya en 1844:

No se ha terminado del todo – y eso es bueno. Incluso sin acabar la convierte en un monumento del poder alemán y del propósito protestante.
Heinrich Heine

A finales del siglo XIX fue la ciudad ampliada tras la demolición de la muralla de la ciudad y desmantelamiento de barreras y bastiones. A partir de ahí se fueron poblando lo que serían los actuales barrios de Neusstadt Nord y Neustadt Süd y que conectaron con localidades que antes eran de extramuros y que más tarde serían absorbidas por Colonia. Algunas partes de la muralla se conservaron por intervención del Ministerio de Cultura prusiano.
En 1915, en plena Primera Guerra Mundial, se levantó en Colonia el monumento Dä kölsche Boor en Iser. La escultura representa una valiosa obra artística de Alemania y se encuentra hoy en día en el Kölner Stadtmuseum.
El 28 de septiembre de 1917 fue votado por primera vez como alcalde a Konrad Adenauer. En su mandato, entre otras cosas destacan la construcción de la mayor escuela de música de Alemania el 5 de octubre de 1925 y el establecimiento de las fábricas de Ford, el mayor creador de puestos de trabajo en Colonia el 18 de octubre de 1929.
Colonia —como el resto de la República de Weimar— sufrió una hiperinflación hasta el año 1923. Tras esto se procedió a una reforma monetaria en la que a finales de agosto se introdujeron el Rentenmark y el Reichsmark. Como en otros sitios de Alemania, surgió el Notgeld (que eran como vales que sustituían al dinero oficial) debido a la crisis del 29. En mayo de 1931 empezó en toda Centroeuropa una crisis bancaria y financiera.

#### Colonia en tiempos del nazismo

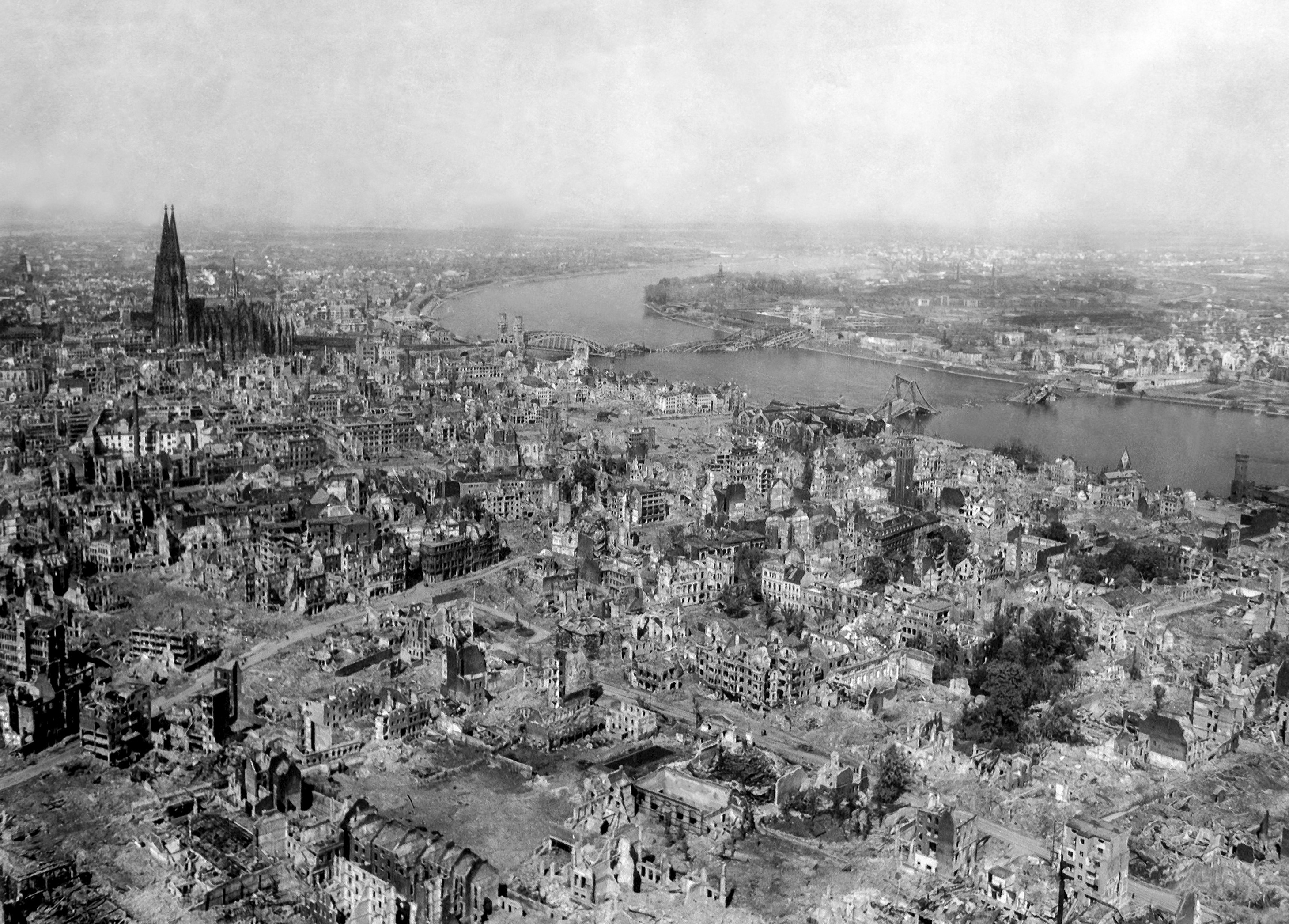
Bombardeo de Colonia en la Segunda Guerra Mundial.

En las elecciones al Reichstag el 5 de marzo de 1933, consiguió el NSDAP, en el distrito electoral de Colonia-Aquisgrán, un 30 % de los votos, mientras que Zentrum consiguió el 35,9 %. En las elecciones anteriores del 6 de noviembre de 1932 fueron sin embargo un 17,4 % para el partido nazi y un 39,4 % para Zentrum.
Konrad Adenauer estaba de baja cuando los nacionalsocialistas tomaron el poder el 13 de marzo de 1933 y el 17 de julio del mismo año fue depuesto de su cargo.
En la Segunda Guerra Mundial, cayeron las primeras bombas en Colonia el 18 de junio de 1940. Los bombardeos de la Royal Air Force (RAF) se intensificaron a partir de 1942. A finales de mayo de 1942, Colonia fue el objetivo del primer ataque con alrededor de mil bombarderos —La Operación Millennium. El 29 de junio de 1943 fue bombardeada la ciudad sistemáticamente durante la noche por la RAF y por el día por las Fuerzas Aéreas del Ejército de los Estados Unidos. Tras el bombardeo, el casco antiguo fue destruido en un 90 %. La catedral de Colonia también resultaría seriamente dañada. El 2 de marzo de 1945, pocos días antes de la invasión estadounidense, hubo unos últimos ataques aéreos a la ciudad. Los habitantes de la ciudad se hundieron de 772 000 en mayo de 1939 hasta el fin de la guerra a alrededor de 104 000 (42 000 en la orilla izquierda del Rin el 4 de abril de 1945, 62 000 a la derecha el 5 de mayo de 1945; 491 380 tras el primer registro de población tras la guerra el 29 de octubre de 1946), que se contabilizaron tras la invasión de las tropas aliadas el 4 de marzo de 1945. El Primer Ejército de Estados Unidos llegó a Colonia como parte de la Operación Lumberjack el 5 de marzo.
En el periodo final de la guerra, cuando Alemania la veía perdida, muchos nacionalsocialistas cometían crímenes por todo el país y en zonas de ocupación antes de la llegada de las tropas soviéticas y aliadas, esto se conoce como crímenes de la fase final —Endphaseverbrechen—. En Colonia fueron asesinados por los nazis, entre enero y marzo de 1945, 1800 partisanos extranjeros y alrededor de 8000 judíos coloneses.

#### Colonia después de 1945
Durante 1959, Colonia recuperó el número de habitantes que había en mayo de 1939. La ciudad alcanzó el millón de habitantes con la puesta en marcha de la denominada Köln-Gesetz («ley de Colonia»), una reforma de reorganización territorial de las localidades adyacentes a la ciudad para que fuesen reabsorbidas por ésta, como Porz am Rhein, Wesseling, Lövenich, Rodenkirchen y otras. Así, Colonia logró convertirse, junto con Berlín-Oeste, Hamburgo y Múnich, en una (la cuarta) Millionenstadt («Ciudad del millón de habitantes»).Sin embargo, tras la independencia de Wesseling el 1 de julio de 1976, se quedó —hasta mayo del 2010— de nuevo por debajo del millón de habitantes.
A principios de 2016, Colonia ocupó durante varias semanas los titulares de todo el mundo debido a varios centenares de agresiones sexuales que tuvieron lugar en Nochevieja, principalmente en el centro de la ciudad.

## Geografía

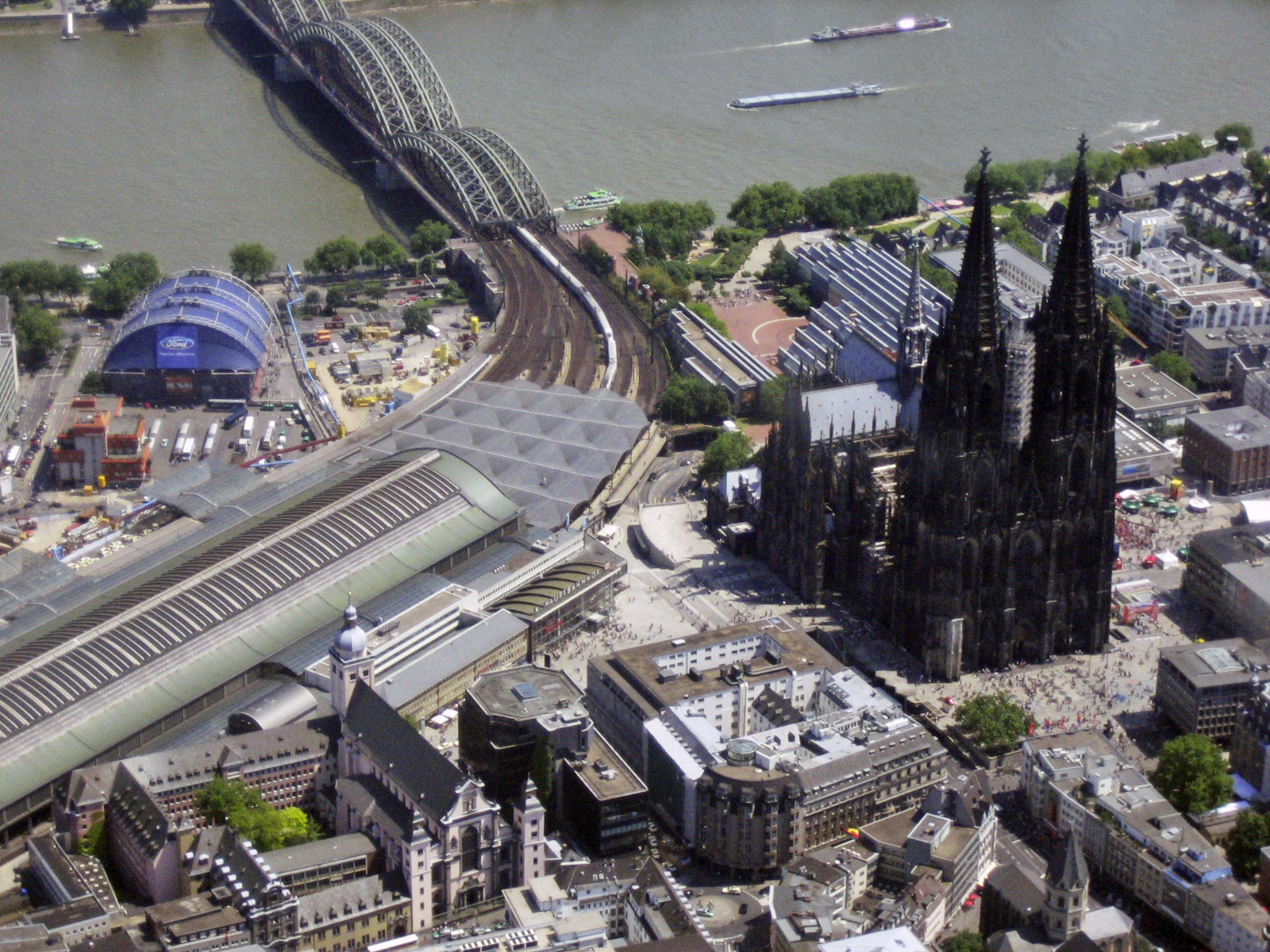
La Catedral de Colonia. A su izquierda, la estación de ferrocarriles y el puente ferroviario Hohenzollern sobre el Rin.

Ubicada a orillas del río Rin, limita al norte con el distrito de Rhein-Kreis Neuss (municipios de Dormagen), al noreste con la ciudad de Leverkusen, al este con el distrito de Rheinisch-Bergischer Kreis (municipios de Bergisch Gladbach y Rösrath), al sur con el distrito de Rhein-Sieg (municipios de Troisdorf y Niederkassel), al suroeste y oeste con el distrito de Rhein-Erft-Kreis (municipios de Wesseling, Brühl, Hürth, Frechen y Pulheim).
Se extiende sobre una superficie de 405,15 km², de los cuales 230,25 km² se encuentran al lado izquierdo del Rin y 174,87 km² en la orilla derecha. Por lo tanto, es la cuarta ciudad alemana más grande en cuanto a superficie. Su punto más alto (118,04 m s. n. m.) se alcanza en Königsforst, área natural protegida de la ciudad, y el más bajo (con 37,5 m s. n. m.) en Worringer Bruch.

### Clima
Colonia se ubica en una zona de transición entre un moderado clima oceánico y continental con un invierno suave (temperatura media de enero 3 °C) y un ligeramente cálido verano (temperatura media de julio: 19 °C). La media anual de precipitaciones es de 802 milímetros, que está en la media nacional y algo superior a las precipitaciones de las zonas más occidentales como las del diestrito Rehin-Erft (Erfstadt-Bliesheim: 631 mm) o el de Jülich-Zülpicher (Zülpich: 582 mm). Según Eurostat Colonia tuvo 263 días de lluvia en 2004, la segunda ciudad europea con más días de lluvia. Sin embargo, en 2001 tuvo 206, muy similar a las otras ciudades alemanas (con un promedio de 194 días).
| Parámetros climáticos promedio de Aeropuerto de Colonia/Bonn (normales 1991–2020, extremos 1957–presente) | Parámetros climáticos promedio de Aeropuerto de Colonia/Bonn (normales 1991–2020, extremos 1957–presente) | Parámetros climáticos promedio de Aeropuerto de Colonia/Bonn (normales 1991–2020, extremos 1957–presente) | Parámetros climáticos promedio de Aeropuerto de Colonia/Bonn (normales 1991–2020, extremos 1957–presente) | Parámetros climáticos promedio de Aeropuerto de Colonia/Bonn (normales 1991–2020, extremos 1957–presente) | Parámetros climáticos promedio de Aeropuerto de Colonia/Bonn (normales 1991–2020, extremos 1957–presente) | Parámetros climáticos promedio de Aeropuerto de Colonia/Bonn (normales 1991–2020, extremos 1957–presente) | Parámetros climáticos promedio de Aeropuerto de Colonia/Bonn (normales 1991–2020, extremos 1957–presente) | Parámetros climáticos promedio de Aeropuerto de Colonia/Bonn (normales 1991–2020, extremos 1957–presente) | Parámetros climáticos promedio de Aeropuerto de Colonia/Bonn (normales 1991–2020, extremos 1957–presente) | Parámetros climáticos promedio de Aeropuerto de Colonia/Bonn (normales 1991–2020, extremos 1957–presente) | Parámetros climáticos promedio de Aeropuerto de Colonia/Bonn (normales 1991–2020, extremos 1957–presente) | Parámetros climáticos promedio de Aeropuerto de Colonia/Bonn (normales 1991–2020, extremos 1957–presente) | Parámetros climáticos promedio de Aeropuerto de Colonia/Bonn (normales 1991–2020, extremos 1957–presente) |
| Mes | Ene. | Feb. | Mar. | Abr. | May. | Jun. | Jul. | Ago. | Sep. | Oct. | Nov. | Dic. | Anual |
| --- | --- | --- | --- | --- | --- | --- | --- | --- | --- | --- | --- | --- | --- |
| Temp. máx. abs. (°C)                                                                                      | 16.2 | 21.0 | 25.3 | 30.8 | 34.4 | 36.8 | 40.3 | 38.8 | 33.1 | 27.6 | 20.2 | 17.9 | 40.3 |
| Temp. máx. media (°C)                                                                                     | 5.9 | 7.2 | 11.4 | 16.1 | 19.7 | 22.7 | 24.9 | 24.5 | 20.4 | 15.2 | 9.8 | 6.5 | 15.4 |
| Temp. media (°C)                                                                                          | 3.0 | 3.6 | 6.7 | 10.4 | 14.1 | 17.1 | 19.0 | 18.5 | 14.8 | 10.8 | 6.7 | 3.8 | 10.7 |
| Temp. mín. media (°C)                                                                                     | 0.0 | 0.1 | 2.0 | 4.5 | 8.1 | 11.2 | 13.3 | 12.8 | 9.7 | 6.8 | 3.5 | 1.0 | 6.1 |
| Temp. mín. abs. (°C)                                                                                      | -23.4 | -19.2 | -13.4 | -8.8 | -2.9 | -0.5 | 2.9 | 1.9 | -1.3 | -6.0 | -10.4 | -18.0 | -23.4 |
| Precipitación total (mm)                                                                                  | 61.7 | 53.8 | 55.0 | 48.2 | 62.1 | 86.3 | 87.4 | 83.3 | 66.9 | 64.7 | 63.5 | 69.2 | 802.1 |
| Horas de sol                                                                                              | 54.3 | 78.8 | 124.8 | 172.6 | 198.7 | 201.3 | 207.2 | 196.5 | 149.4 | 104.5 | 58.9 | 45.2 | 1592.2 |
| Fuente: Deutscher Wetterdienst                                                                            | | | | | | | | | | | | | |

## Organización administrativa

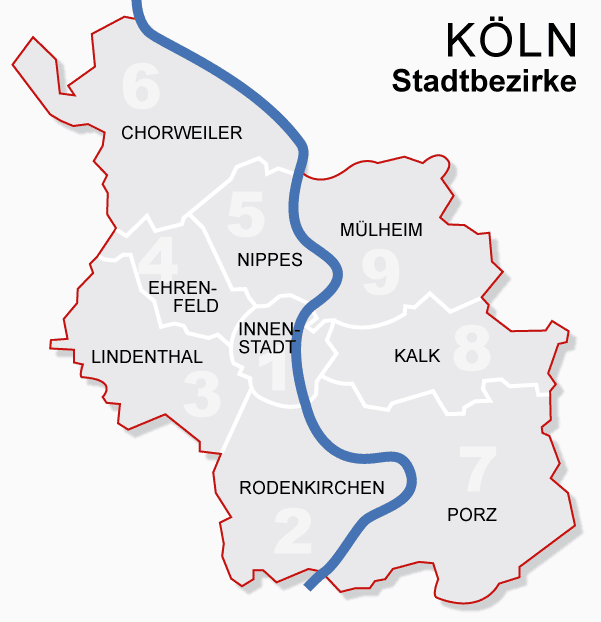
Distritos de Colonia.

La ciudad de Colonia está formada por 86 barrios, estos a su vez repartidos en 9 distritos. El ayuntamiento los enumera del 1 al 9 y los barrios de 101-105, 201-213, 301-309, 401-406, 501-507, 601-612, 701,716, 801-809 y de 901-909, el cual el primer número del barrio coincide con el de su distrito. Esta enumeración no tiene relación con los códigos postales de la ciudad.

### Región Colonia/Bonn
La Región de Colonia/Bonn (en alemán Region Köln/Bonn), también conocida como Área Metropolitana de Colonia/Bonn (Metropolregion Köln/Bonn) es una entidad de carácter supramunicipal que cubre las ciudades de Colonia, Bonn y Leverkusen así como los distritos adyacentes de Oberbergische, Rin-Erft, Rin-Sieg y Renania-Berg de la Región de Colonia, en el estado federado de Renania del Norte-Westfalia (Alemania).
La región cubre un área de 3.839 km² y cuenta con una población de 3,13 millones de habitantes, lo que significa una densidad de población de 815 hab/km², que la convierte en una de las más densas de toda Alemania. Esta área metropolitana forma parte de la macrorregión urbana conocida como la Región Rin-Ruhr, formando un contrapeso al área más integrada de la cuenca del Ruhr también dentro de la macrorregión.
La entidad fue establecida por los gobiernos locales en 1992 con el objetivo de promocionar políticas comunes de planeamiento regional y urbano, tráfico, medio ambiente e inversiones. Así, colaboran con la organización no sólo las administraciones locales sino también entidades como las Cámaras de Industria y Comercio de Colonia (IHK Köln) y Bonn/Rin-Sieg (IHK Bonn/Rhein-Sieg), la Cámara de Artesanía de Colonia (Handwerkskammer zu Köln), las cajas de ahorros de Colonia/Bonn (Sparkasse KölnBonn), Leverkusen (Sparkasse Leverkusen) y del distrito de Colonia (Kreissparkasse Köln), el departamento de paisajismo de Renania (Landschaftsverband Rheinland) y el sindicato DGB (Deutsche Gewerkschaftsbund-Region Köln/Bonn).
En 2003, los gobiernos locales junto con las cajas de ahorros y otras entidades, fundaron la empresa Standortmarketing Region Köln/Bonn GmbH para promocionar la región desde un punto de vista nacional e internacional durante la celebración del Regionale 2010, una exposición bienal que se celebra cada vez en una región de Renania del Norte-Wesfalia y que ofrece la posibilidad de proyección de los anfitriones.

## Economía
La economía de Colonia se formó mediante un largo y profundo proceso de reestructuración. El comercio y el flujo comercial eran, ya desde la Edad Media, dos pilares fundamentales de la economía local, aunque buena parte de la industria manufacturera de antaño haya desaparecido, los empleos en el sector servicios fueron aumentando durante el progreso de tercerización. Colonia comúnmente se vincula con los sectores de la automoción, la ingeniería, la química, las aseguradoras y los medios de comunicación, debido a las sedes corporativas de empresas en este sector que radican en la ciudad. La reputación de Colonia como ciudad de los medios de comunicación fue promovida por el propio ayuntamiento de la ciudad y donde editoriales, estudios de cine, discográficas, empresas de desarrollo de videojuegos y de comercio electrónico están en auge. El tradicional alto paro de la ciudad fue en mayo de 2010 reducido finalmente a menos de un 10 %. En los últimos años se convirtió como centro de la iniciativa BioRegio Rheinland, una iniciativa estatal que impulsa la biotecnología y ciencias de la vida convirtiéndola en una de las regiones líderes de Europa en estos campos. En 2005 Colonia fue nombrada la "ciudad más digitalizada de Alemania" por la consultora PricewaterhouseCoopers (PwC) y el Instituto Geográfico de la Universidad de Bonn.
Colonia tiene una economía muy diversificada, esto incluye tanto los sectores en auge y los sectores en crisis. Lo que antes fue un importante centro bancario de Alemania allá por el año 1800 (Sal. Oppenheim, Bankhaus J. H. Stein o la unión de bancos A. Schaaffhausen´scher) pronto dejaría paso a otro tipo de economía. El 2 de marzo de 1705 el Banco di gyro d’affrancatione por decisión del elector Johann Wilhelm II, emitiría por primera vez en Alemania papel moneda a través de Bancozettel (billetes de banco). La contribución de todos los sectores de la economía de la ciudad y las ventas totales en Renania del Norte-Westfalia hizo de la ciudad una metrópolis económica. Un papel esencial en la economía de la ciudad lo forman también el sector de la automoción y el suministro de energía y agua. La industria química, la industria alimentaria y la industria editorial se encuentran entre los principales sectores. En particular, las aseguradoras tuvieron un auge en contraste con lo que sucedía con el resto del país y así se ganó el apodo de "Capital de los seguros" de Alemania. En los servicios financieros y de seguros del sector emplea al 6 % de todos los trabajadores, mientras que el 5,5 % están en el sector informativo y de comunicación.

### Ferias

Logo de la Koelnmesse.

Koelnmesse es el centro de exposiciones de Colonia. Sus ferias más famosas son:
- Anuga, feria especializada de la economía e industria de la alimentación.
- Art Cologne, feria especializada de arte moderno
- gamescom, feria del videojuego.
- imm cologne, feria especializada del mueble y del bricolaje.
- intermot, feria internacional del mundo del motor.
- Photokina, feria especializada de la fotografía.
- spoga+gafa, feria especializada de artículos de deporte, campin y de muebles de jardín.

### Zonas comerciales

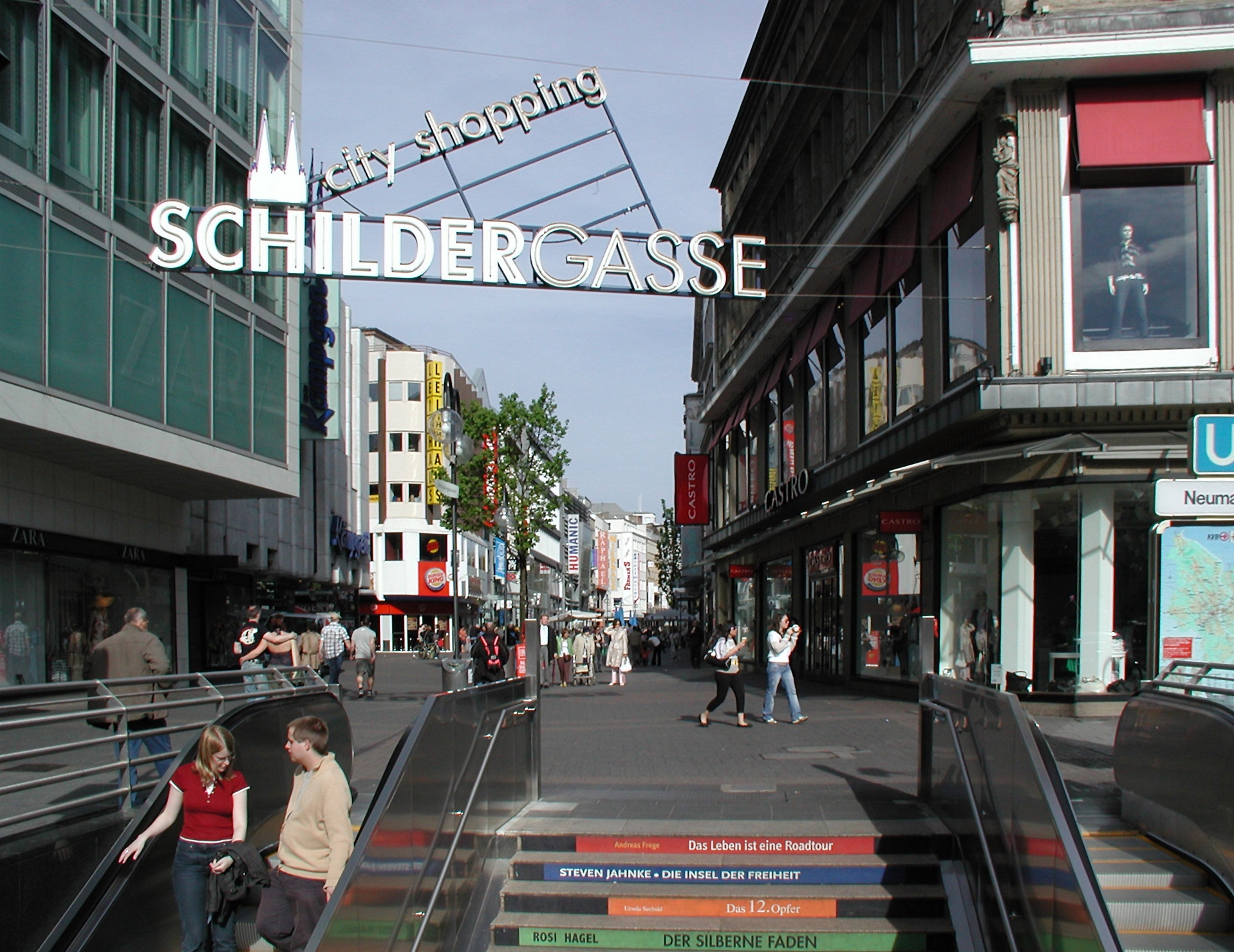
Vista de la Schildergasse desde Neumarkt.

En Colonia hay multitud de tiendas, de bajo o mediano precio hasta tiendas de artículos de lujo. Según un estudio de Jones Lang LaSalle del 2014, las calles más frecuentadas en el comercio local son Schildergasse y Hohe Straße. Además de eso existen centros comerciales, como el Rhein-Center en la margen izquierda del Rin y el Köln Arcaden en la margen derecha (Kalk).

## Servicios
Colonia cuenta con innumerables servicios públicos. Muchas sedes de organizaciones eclesiásticas, asociaciones y clubes tienen su sede en la ciudad. La ciudad cuenta con un tribunal supremo de justicia, y también con tribunales específicos para los asuntos tributarios, sociales, de administración y de trabajo.
Las sedes del gobierno también cuentan con sede en la ciudad, como las oficinas de tráfico de mercancías, la de los derechos constitucionales, la de la familia y derechos civiles, la Germany Trade and Invest, la oficina de administración federal, la central federal de reconocimiento médico, la oficina de delitos de aduanas y el DIMDI (Instituto Alemán de Información y Documentación Médica).[cita requerida]
También cuenta con sedes regionales del Estado de Renania del Norte-Westfalia, como la Asociación Alemana de las ciudades, la Federación de Asociaciones Municipales, el Consejo Regional de Renania, y la sección alemana del Consejo de Municipios y Regiones de Europa también tiene su sede en Colonia. La Agencia Europea de Seguridad Aérea (AESA), un organismo europeo, tiene su sede en la ciudad.

### Educación

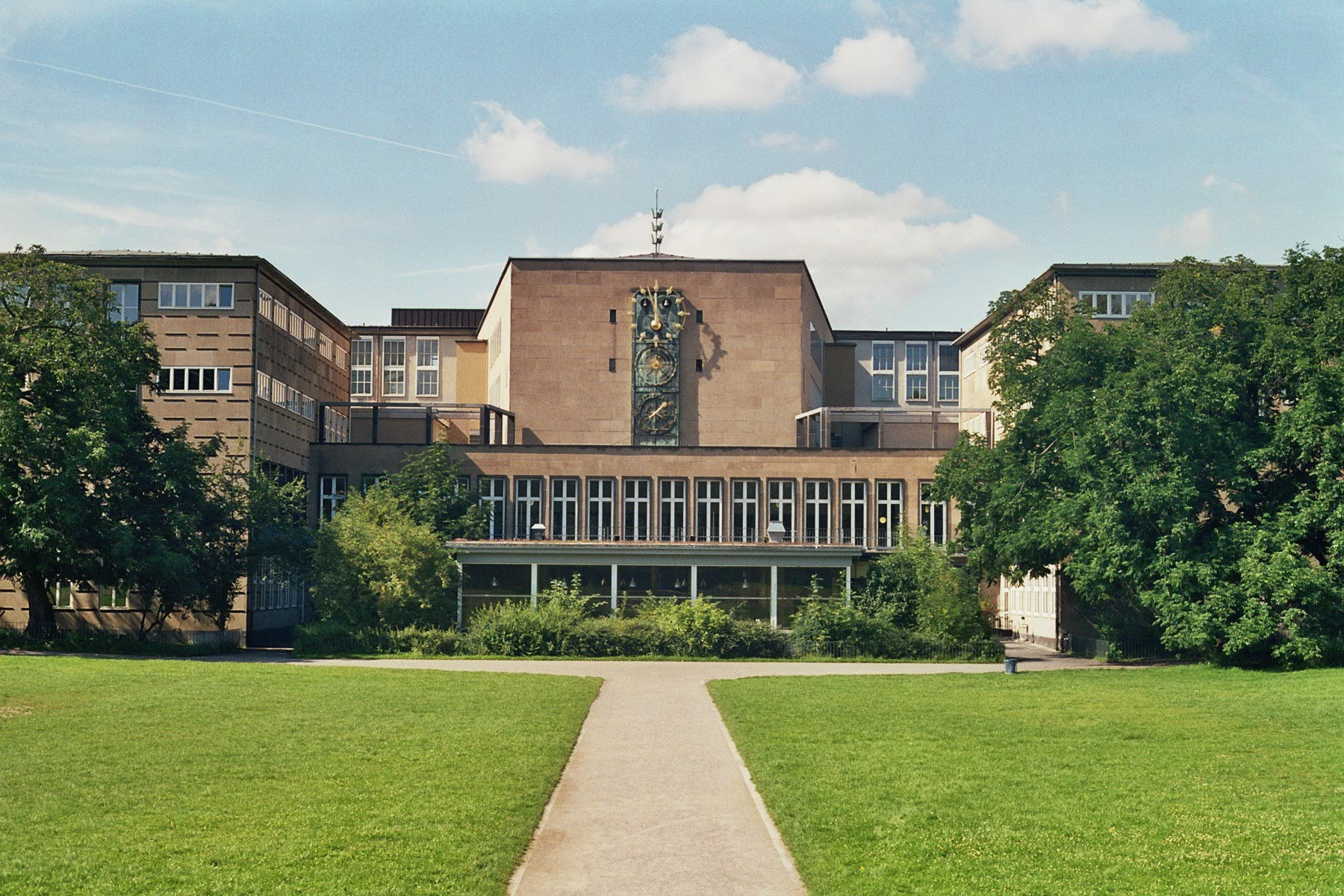
Universidad de Colonia.

Hay once escuelas superiores estatales y privadas en Colonia de diversas disciplinas. La suma total de estudiantes en la ciudad asciende a unos 100.000. Con esto, la ciudad es la cuarta con más estudiantes universitarios de Alemania detrás de Berlín, Múnich y Hamburgo. La causa de que la ciudad sea tan multicultural es también debido a los estudiantes extranjeros que se matriculan en Colonia.

### Transportes
Colonia siempre ha sido una ciudad bien comunicada desde tiempos de los romanos con importantes puertos y conectada a las vías romanas. El tráfico, tanto de personas y mercancías en las autovías y vías de ferrocarril, es uno de los más altos de toda Alemania.

#### Autovías

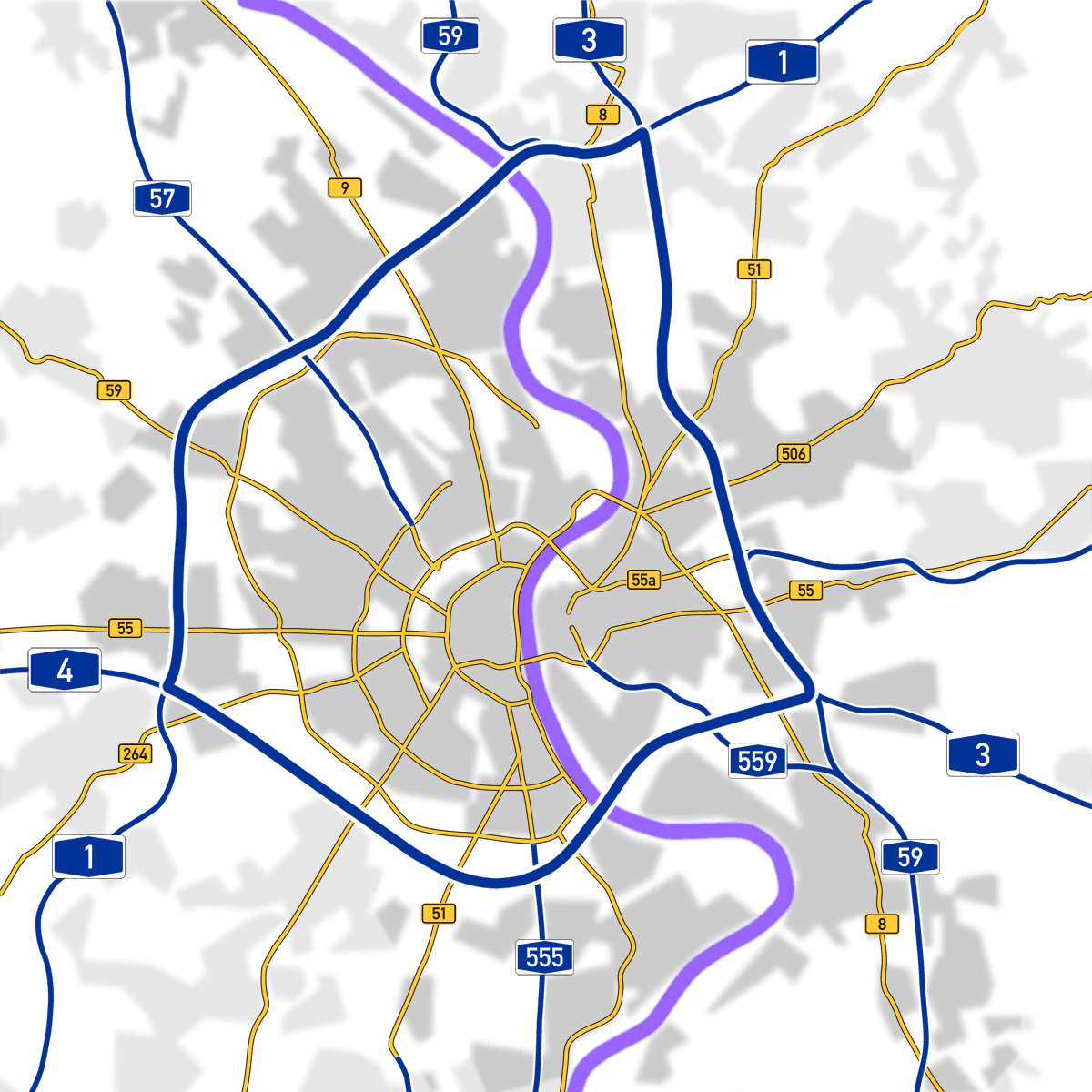
Vías radiales de Colonia y las autovías y autopistas más importantes.

El entramado vial de Colonia se ha desarrollado sobre todo en la margen izquierda del Rin, expandiéndose en círculo debido al plano que dejaron las murallas y también por necesidades militares. Las carreteras principales son atravesadas por cinco anillos concéntricos que coinciden en parte con las antiguas murallas y fortificaciones. De adentro hacia afuera, se encuentran die Ringe (los anillos como se los conoce) que es el trazo de la primera muralla medieval; el tramo de carretera de Innere Kanalstraße/Universitätsstraße que conecta con las fortificaciones prusianas de dentro de la ciudad; Die Gürtel (el cinturón) que eran calles militares que conectaban las fortificaciones exteriores prusianas y la carretera de circunvalación que en el oeste y el norte la forman la autopista A1, en el este la A3 y en el sur la A4.
En el primer círculo vial, el de "los anillos", cada tramo lleva el nombre del lugar en la dirección que van desde Colonia, algunas de ellas serían Venloerstraße (Venlo), Aachener Straße (Aquisgrán), Dürener Straße (Düren), Luxemburger Straße (Luxemburgo) y Bonner Straße (Bonn). En relación con la planificación vial de la ciudad se crearon la Bundestrasße B 55a y la A 559, dos autopistas arteriales. Otras vías similares se construyeron en el suroeste como la A59, un tramo de la autovía del aeropuerto de Köln/Bonn que conecta con Colonia y Bonn, y en el noroeste la A57, que en el centro de la ciudad continúan hasta Neuss y Krefeld.
Pese a sus buenas comunicaciones viales, a veces se congestiona debido al alto tráfico formando frecuentes atascos. Para evitarlo, se construyeron en algunas partes de la A3 hasta 10 vías de circulación. Debido a las obras de mantenimiento y la nueva obra del puente de la autovía de Leverkusen en 2017, que por fin cerrarán el círculo de las autovías de circunvalación de Colonia.

#### Tren rápido

Red del S-Bahn Rin-Ruhr.

El S-Bahn Rin-Ruhr es un tren rápido que cubre la macrorregión metropolitana alemana del Rin-Ruhr. Desde las ciudades de Bonn y Colonia, hasta la ciudad de Dortmund.

#### Ferrocarril
La Estación Central de Colonia (en alemán: Köln Hauptbahnhof, abrev: Köln Hbf) es la principal estación de trenes de la ciudad alemana de Colonia. Está situada inmediatamente al norte de la mayor atracción turística de la ciudad, la Catedral de Colonia, junto a la margen izquierda del Rin, conectada con la otra orilla por el Puente Hohenzollern, que conduce directamente a la estación de Colonia-Deutz.
La estación es un importante punto de enlace nacional e internacional con múltiples líneas locales, regionales e internacionales, incluyendo conexiones a Moscú (línea directa), Copenhague, Nápoles, Londres y otros destinos, con una línea de alta velocidad, el tren Thalys, hacia París vía Bruselas. En total transitan por ella diariamente 1.230 trenes, de los cuales 243 son de larga distancia, con un promedio diario de 250.000 pasajeros. 
Desde aquí salen trenes haciaː
- Euskirchen–Treveris (ruta de Eifel).
- Düren–Aquisgrán (alta velocidad Colonia-Aquisgrán), París.
- Mönchengladbach (ruta Rheydt-Colonia-Ehrenfeld).
- Neuss a través de Bergheim (tren de Erft).
- Neuss–Krefeld a través de Dormagen (margen izquierda del Rin).
- Düsseldorf–Duisburgo–Cuenca del Ruhr (margen derecha del Rin).
- Opladen–Gruiten–Wuppertal.
- Bergisch Gladbach.
- Gummersbach–Lüdenscheid (tren de Aggertal).
- Siegburg–Siegen (ruta del «Sieg»).
- Fráncfort del Meno (alta velocidad Colonia-Rin/Meno).
- Troisdorf–Neuwied–Coblenza (margen derecha del Rin).
- Bonn–Coblenza (margen izquierda del Rin).
- Aeropuerto de Colonia/Bonn (desvío al aeropuerto).

Servicio de cercanías
Los servicios públicos de cercanías se componen de las líneas de S-Bahn (trenes entre núcleos urbanos), el tranvía-metro y las líneas de autobuses que ofrece tanto Kölner Verkehrs-Betriebe (KVB) como otras empresas. Todos los trayectos tienen un precio fijo integrado y disponeble para la Verkehrsverbunds Rhein-Sieg (VRS), filial regional de la Deutsche Bahn, la cual está integrada también con las líneas colindantes de otra filial de la DB: Verkehrsverbund Rhein-Ruhr (VRR). La estación Nord-Süd (Norte-Sur) planeada para 2011 no será acabada previsiblemente hasta 2023.
En Colonia hay unos 2000 taxistas y alrededor de 1200 taxis con licencia.
Hay un teleférico sobre el Rin llamado Rheinseilbahn (Teleférico del Rin) que fue hasta 2010, hasta la construcción de un teleférico en Coblenza para su Bundesgartenschau de 2011, el único que cruzaba un río en Alemania. El motivo de su construcción fue precisamente también para la Bundesgartenschau de Colonia de 1957.

#### Transporte aéreo

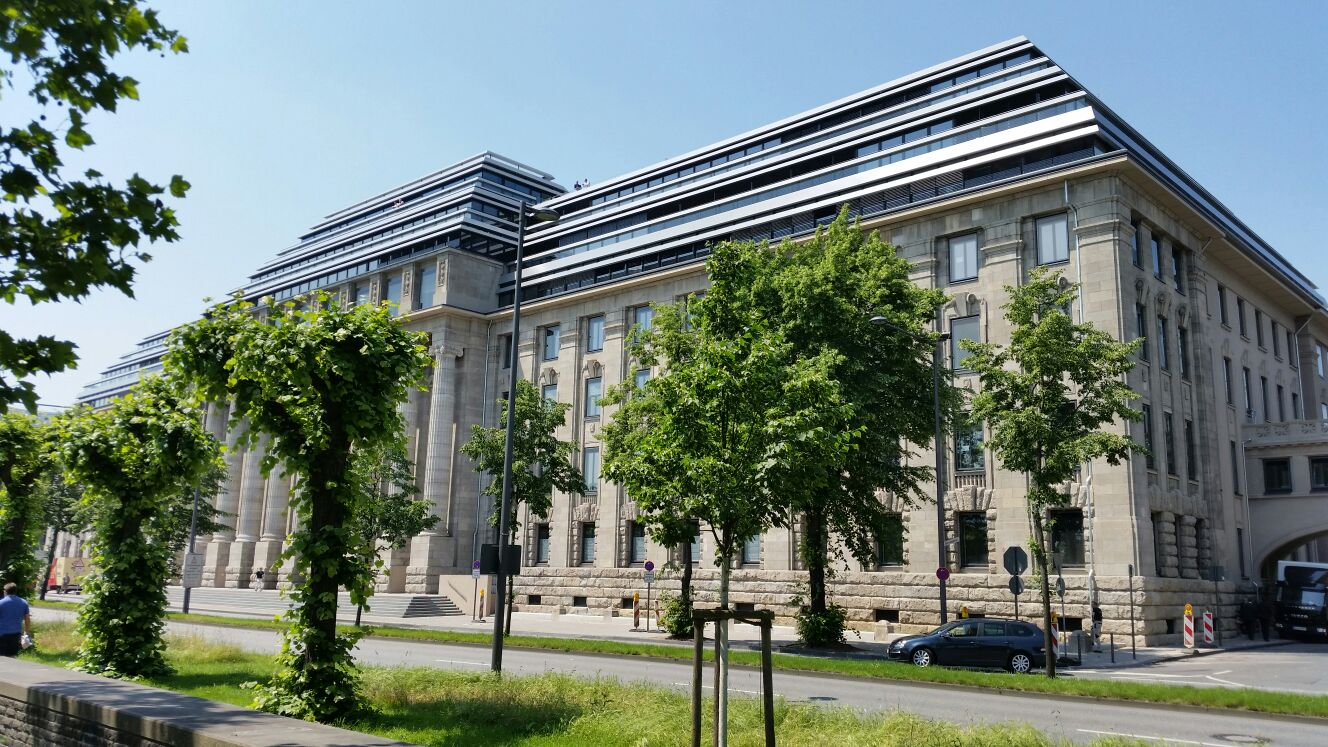
Sede de la Agencia Europea de Seguridad Aérea.

El Aeropuerto de Colonia/Bonn "Konrad Adenauer" (Flughafen Köln/Bonn, IATA: CGN, OACI: EDDK) es un aeropuerto internacional que atiende a las ciudades de Colonia y Bonn, y en general, a la Región Colonia/Bonn, al oeste de Alemania. Está localizado en el distrito urbano (Stadtbezirk) de Porz, junto a la reserva natural de Wahner Heide, a 12 km al sudeste del centro de Colonia y 16 km al noreste de Bonn. Es el sexto mayor aeropuerto de Alemania y uno de los pocos de ese país que funciona las 24 horas del día. En términos de tráfico de carga es el segundo en tamaño. En 2017 el número de pasajeros servidos llegó a 12,3 millones.

#### Marítimo

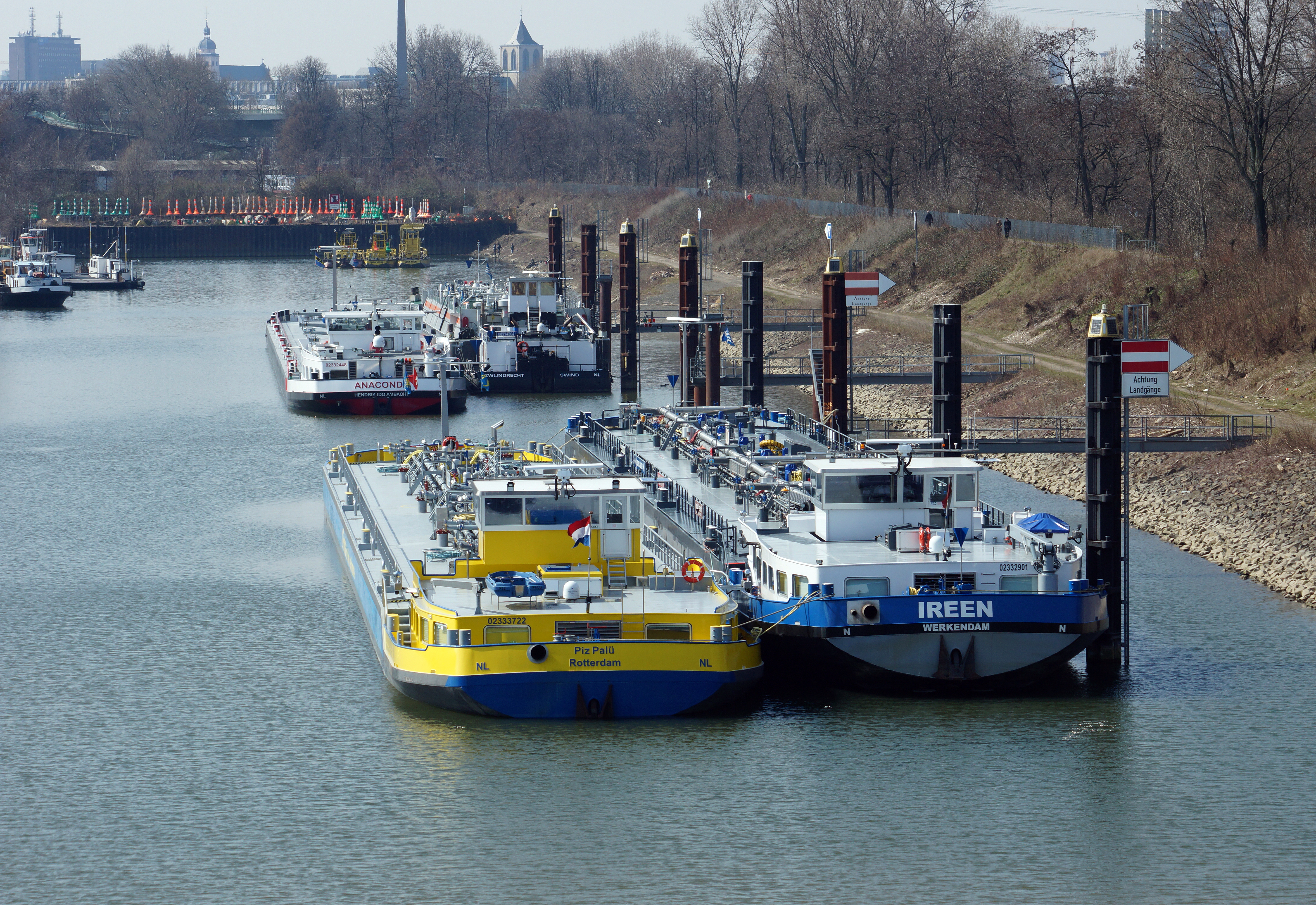
Barcos en el puerto de Mühlheim (Colonia).

En Colonia hay varios barcos hechos a propósito para el transporte de personas por el río Rin (Rheinfähren) aparte de los barcos que existen para el sector turístico. Su número ha ido disminuyendo debido a la construcción de los últimos puentes durante las últimas décadas. La flota blanca de la KD (Köln-Düsseldorfer Deutsche Rehinschiffahrt AG) transporta personas a lo largo de todo el Rin y en menor medida a otros lugares.
Colonia era el centro de los intercambios entre los Países Bajos y el interior de Alemania del transporte de mercancías por el Rin gracias al derecho de emporio que le fue concedido a la ciudad en la Edad Media. En 1848 Colonia guarnecía a tres buques mercantes y contaba con numerosos puertos. Solo tras la Segunda Guerra Mundial decayó la importancia de estos puertos de interior, aunque con la expansión de la ciudad se construyeron nuevos en el norte. El tráfico de mercancías subió de 10.054.000 toneladas en 1990 a 15.948.000 toneladas en 2007, aunque en 2009 bajaron a 12.009.000 toneladas. Esto significa que Colonia es, tras Duisburgo, el segundo puerto de interior más importante de Alemania.

## Ciencia y tecnología
El Deutsches Zentrum für Luft- und Raumfahrt e.V. (en español Centro Aeroespacial Alemán, literalmente Centro Alemán para el Viaje Aeroespacial, llamado frecuentemente por su acrónimo DLR) es el centro de investigación nacional para aviación y vuelos espaciales de Alemania y de la Agencia Espacial Alemana. DLR es miembro de la Asociación Helmholtz.

## Cultura

### Patrimonio
El centro de Colonia quedó completamente destruido durante la Segunda Guerra Mundial. La reconstrucción de la ciudad siguió el estilo de los años 1950, pero respetando el esquema y la denominación medieval de las calles. De esta manera, la ciudad hoy en día se caracteriza por edificios de posguerra, simples y modestos, con algunos edificios anteriores a la guerra dispersos que fueron reconstruidos debido a su importancia histórica. Algunos edificios de la Wiederaufbauzeit («era de reconstrucción»), por ejemplo, la ópera de Wilhelm Riphahn, son, no obstante, considerados clásicos de la arquitectura moderna.
Alrededor de 12 iglesias románicas, destruidas parcialmente durante la II Guerra Mundial y reconstruidas: basílica de San Gereón, basílica de los santos apóstoles, iglesia de Santa María del Capitolio, basílica de Santa Úrsula, basílica de San Severino, Basílica de San Cuniberto, etc.

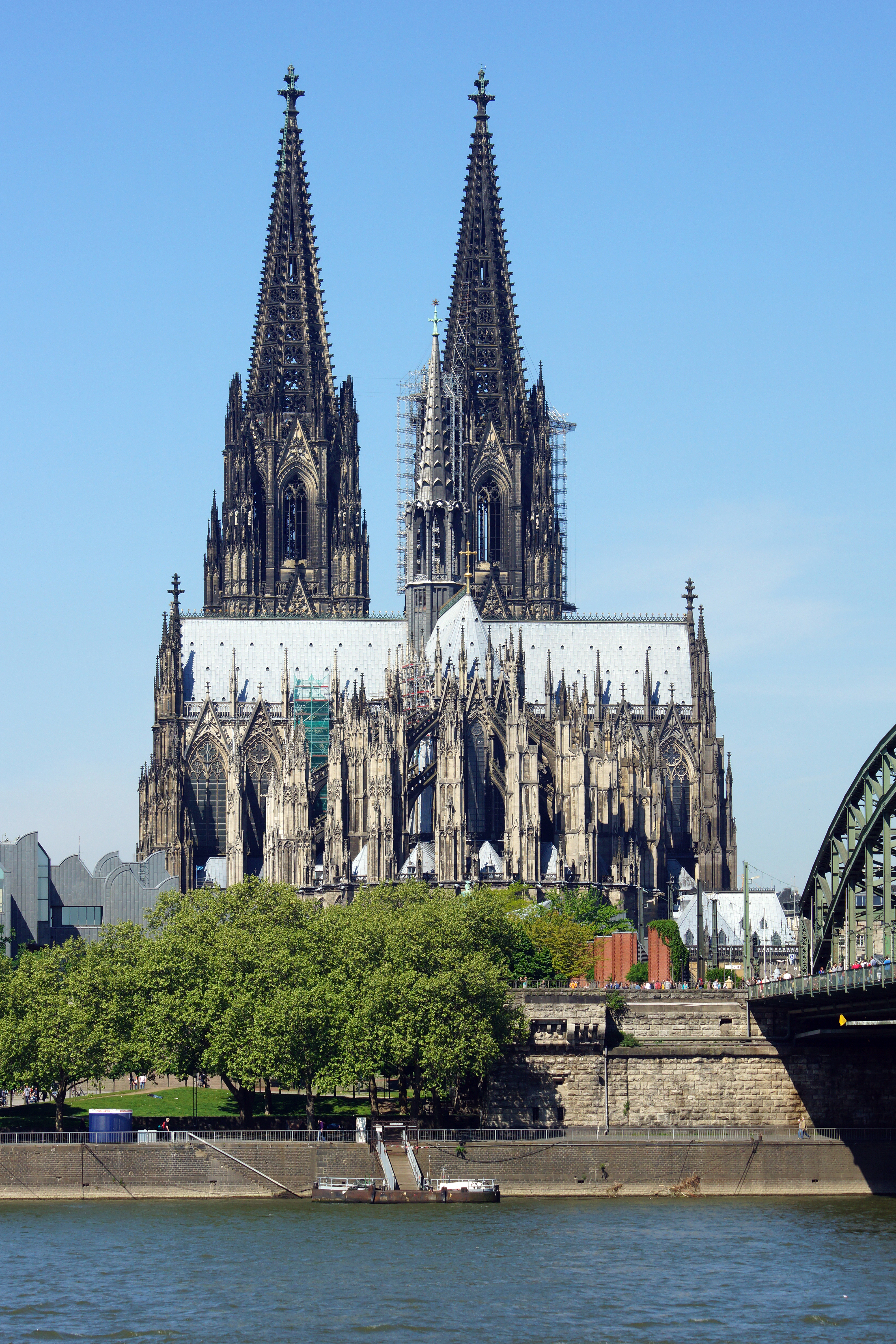
La Catedral de Colonia.

### Museos

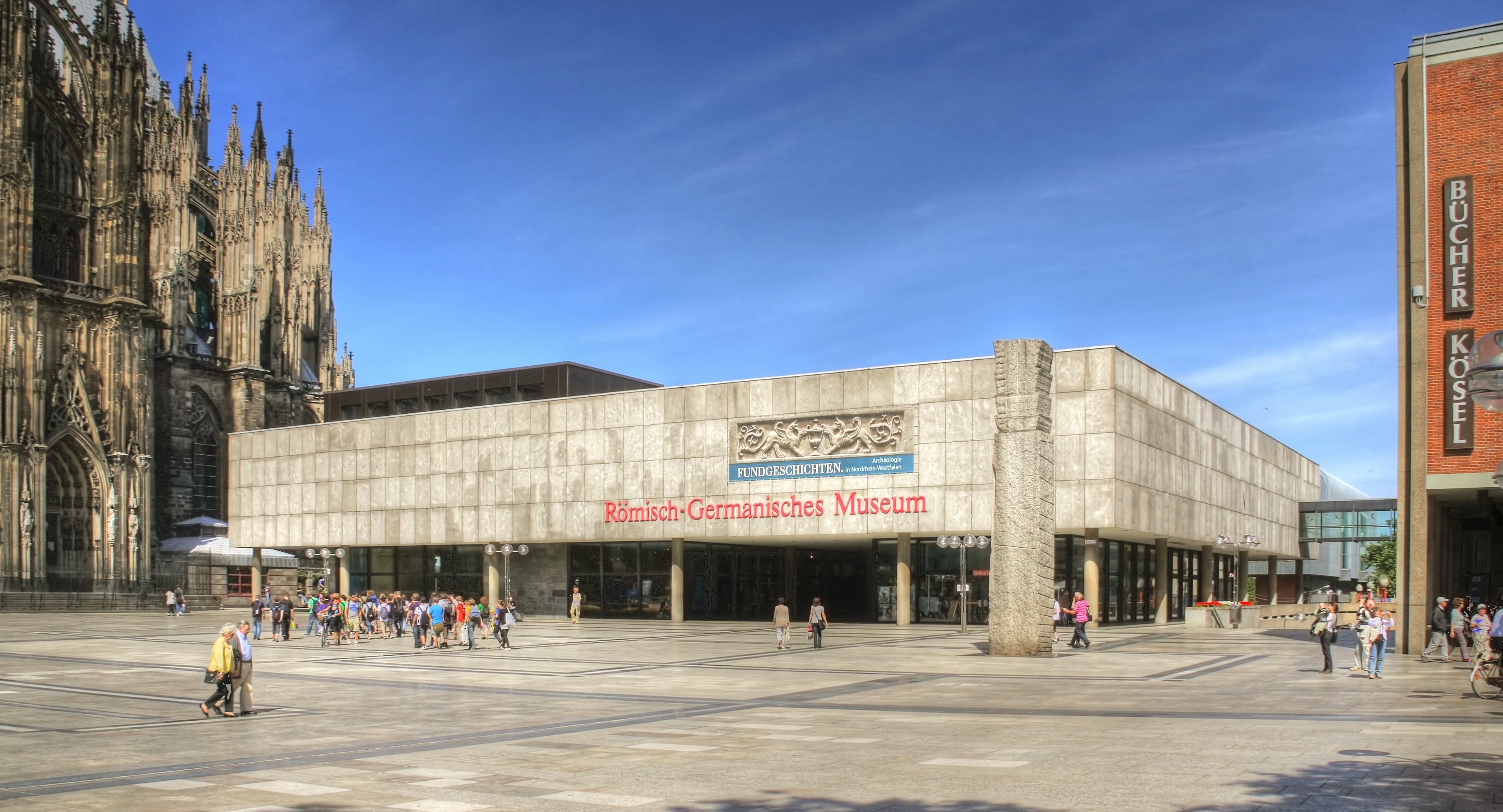
El museo romano-germánico de Colonia.

### Carnaval de Colonia
El Carnaval de Colonia (en alemán: Kölner Karneval) es una fiesta popular y carnaval de Colonia, Alemania, siendo considerado uno de los acontecimientos culturales más importantes del país.

### Orgullo de Colonia
El ColognePride (del inglés Pride, «Orgullo») u Orgullo de Colonia es un acontecimiento de dos semanas de duración que tiene lugar en Colonia (Alemania) y sus alrededores a favor de los derechos de las personas gais, lesbianas, bisexuales y personas transgénero.
Lo más destacado es el festival callejero Christopher Street Day (CSD), que, a pesar de su nombre, se celebra a lo largo de tres días, el primer fin de semana completamente en el mes de julio. Al final del CSD, se celebra una marcha-desfile en el centro de Colonia. El ColognePride ha sido organizado desde sus inicios en 1991 por la asociación Kölner Lesben- und Schwulentag e. V. (KLuST e. V., «Día de Lesbianas y Gais de Colonia»).

### En la ficción
Alerta Cobra (serie policíaca)
Los Cuatro Reyes Magos (novela fantástica)
Uno de los capítulos del libro está completamente desarrollado en la ciudad de Colonia. La trama de este gira alrededor del Relicario de los Reyes Magos, en el cual se esconde un rubí que el Rey Melchor debe conseguir. Otros personajes del folklore europeo como los gnomos o el Krampus también aparecen en este capítulo.

### Deportes

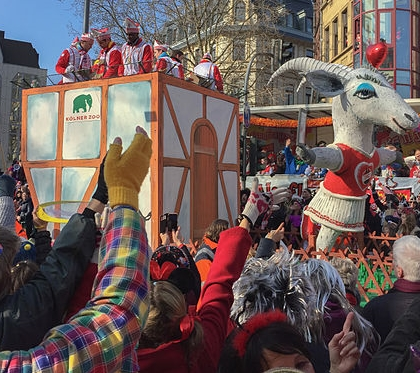
Jugadores del F. C. Colonia en el Rosenmontagszug, Carnaval de Colonia, 2015.

Colonia fue ciudad-sede de la Copa Mundial de Fútbol de 1974, la Eurocopa 1988, Copa Confederaciones 2005, de la Copa Mundial de Fútbol de 2006 y de la Eurocopa 2024.
| Equipo                       | Deporte            | Competición                   | Estadio             | Creación  |
| ---------------------------- | ------------------ | ----------------------------- | ------------------- | --------- |
| FC Colonia                   | Fútbol             | 2. Bundesliga                 | RheinEnergieStadion | 1948      |
| SC Fortuna Colonia           | Fútbol             | Regionalliga                  | Südstadion          | 1948      |
| FC Viktoria Colonia          | Fútbol             | 3. Liga                       | Sportpark Höhenberg | 1904      |
| Köln 99ers                   | Baloncesto         | Basketball Bundesliga         | GEW Energy Dome     | 1999-2009 |
| Kölner Haie                  | Hockey sobre hielo | Deutsche Eishockey Liga       | Lanxess Arena       | 1972      |
| VfL Gummersbach              | Balonmano          | Liga de Alemania de balonmano | Lanxess Arena       | 1861      |
| Cologne Centurions (extinto) | Fútbol americano   | NFL Europa                    | RheinEnergieStadion | 2004-2007 |

### Ciudades hermanadas
Colonia está hermanada con las siguientes ciudades:
| - Barcelona; - Belén; - Cluj-Napoca; - Cork; - Dunstable; | - Estambul; - Indianápolis; - Katowice; - Kioto; - Lieja; | - Lille; - Liverpool; - Neukölln; - Pekín; - Róterdam; | - Tel Aviv; - Tesalónica; - Treptow-Köpenick; - Túnez; - Turín; | - Turku; - Volgogrado; - Casablanca; |

| Predecesor: Jornada Mundial de la Juventud 2002 Toronto | Jornada Mundial de la Juventud de 2005 Colonia | Sucesor: Jornada Mundial de la Juventud 2008 Sídney |